# Петровка (Кировский район)
Петро́вка (укр. Петрівка, крымскотат. Petrovka, Петровка) — исчезнувшее село в Кировском районе Республики Крым, располагавшееся на востоке района, в степной части Крыма, примерно в 5,5 км к северо-востоку от современного села Видное.

## История
Впервые в доступных источниках встречается на карте 1836 года, где в русской слободе Петровка 8 дворов, а на карте 1842 года Петровка (русская) обозначена условным знаком «малая деревня» (это означает, что в ней насчитывалось менее 5 дворов).
В 1860-х годах, после земской реформы Александра II, деревню приписали к Салынской волости. Согласно «Списку населённых мест Таврической губернии по сведениям 1864 года», составленному по результатам VIII ревизии 1864 года, Петровка (она же Тамбовка, она же Айгаман) — казённое русское село с 24 дворами и 156 жителями при речке Чурюк-Су; в примечании указано, что это — 2 смежных села, Петровка и Тамбовка (она же Айгаман). По обследованиям профессора А. Н. Козловского начала 1860-х годов, в селении кроме аутов, которые с наступлением лета высыхали, «нет других источников для обеспечения водой» (Аут — небольшой пруд в степном Крыму, наполнявшийся дождевой и талой водой). На трёхверстовой карте Шуберта 1865—1876 годов в деревне Петровка обозначено 10 дворов. По «Памятной книге Таврической губернии 1889 года», включившей результаты Х ревизии 1887 года, в деревнях Петровка и Тамбовка вместе числилось 37 дворов и 245 жителей. На верстовой карте 1890 года в Петровке обозначено 18 дворов с русским населением. По «…Памятной книжке Таврической губернии на 1892 год» в Петровка-Тамбовке, входившей в Петровско-Тамбовское сельское общество, числилось 403 жителя в 39 домохозяйствах. По «…Памятной книжке Таврической губернии на 1902 год» в деревне Петровка (с Тамбовкой) числилось 403 жителя в 40 домохозяйствах. По Статистическому справочнику Таврической губернии. Ч.II-я. Статистический очерк, выпуск пятый Феодосийский уезд, 1915 год, в деревне Петровка Владиславской волости Феодосийского уезда числился 31 двор (все дворы с землёй) с русским населением в количестве 174 человек приписных жителей, из которых 94 мужчины и 80 женщин. Жители владели 1062 десятинами удобной земли. В хозяйствах имелось 116 лошадей, 62 вола и 59 коров.
После установления в Крыму Советской власти, по постановлению Крымревкома от 8 января 1921 года была упразднена волостная система и село было определено центром вновь созданного Владиславовского района Феодосийского уезда, а в 1922 году уезды получили название округов. 11 октября 1923 года, согласно постановлению ВЦИК, в административное деление Крымской АССР были внесены изменения, в результате которых округа ликвидировались и Владиславовский район стал самостоятельной административной единицей. Декретом ВЦИК от 4 сентября 1924 года «Об упразднении некоторых районов Автономной Крымской С. С. Р.» Владиславовский район в октябре 1924 года был преобразован в Феодосийский и село включили в его состав. Согласно Списку населённых пунктов Крымской АССР по Всесоюзной переписи 17 декабря 1926 года, в селе Петровка, Тамбовского сельсовета Феодосийского района, числилось 30 дворов, из них 28 крестьянских, население составляло 130 человек, все русские. Постановлением ВЦИК «О реорганизации сети районов Крымской АССР» от 30 октября 1930 года из Феодосийского района был выделен (воссоздан) Старо-Крымский район (по другим сведениям 15 сентября 1931 года) и село включили в его состав, а, с образованием в 1935 году Кировского — в состав нового района.
После освобождения Крыма от фашистов, 12 августа 1944 года было принято постановление № ГОКО-6372с «О переселении колхозников в районы Крыма» и в сентябре того же года в село приехали первые переселенцы, 428 семей, из Тамбовской области, а в начале 1950-х годов последовала вторая волна переселенцев. С 1954 года местами наиболее массового набора населения стали различные области Украины. С 25 июня 1946 года селение в составе Крымской области РСФСР, а 26 апреля 1954 года Крымская область была передана из состава РСФСР в состав УССР. Время включения в Журавский сельсовет пока не установлено: на 15 июня 1960 года село уже числилось в его составе. Ликвидировано к 1968 году (согласно справочнику «Крымская область. Административно-территориальное деление на 1 января 1968 года» — в период с 1954 по 1968 год, как село Журавского сельсовета).

### Динамика численности населения
| - 1864 год — 156 чел. - 1889 год — 245 чел. - 1892 год — 403 чел. | - 1902 год — 403 чел. - 1915 год — 174 чел. - 1926 год — 130 чел. |